# Balzac (krater)
För andra betydelser, se Balzac (olika betydelser).
Balzac är en nedslagskrater på planeten Merkurius, med en diameter på ungefär 67 kilometer.
1976 uppkallades kratern efter den franske författaren Honoré de Balzac.